# Linyphia urbasae
Linyphia urbasae är en spindelart som beskrevs av Benoy Krishna Tikader 1970. Linyphia urbasae ingår i släktet Linyphia och familjen täckvävarspindlar. Inga underarter finns listade i Catalogue of Life.